# 프랑수아 앙글레르
프랑수아 앙글레르(프랑스어: François Englert IPA: [fʁɑ̃swa ɑ̃glɛʁ], 1932년 11월 6일 ~ )는 벨기에의 이론물리학자이다. 2013년 노벨 물리학상을 피터 힉스와 함께 수상하였다. 현재 브뤼셀 자유 대학교의 이론물리학부 명예 교수이다.
1964년 8월 31일 앙글레르는 그의 동료 로버트 브라우트와 함께 입자에 질량을 부여하는 힉스 메커니즘을 설명하는 논문을 발표하였다. (거의 비슷한 시기에 1964년 10월 19일 피터 힉스는 새로운 스칼라 보손의 예상과 함께 같은 메커니즘을 발견하였다.) 49년이 지난 뒤, 대형 강입자 충돌기에서 2012년 힉스 보손의 발견으로 2013년 노벨 물리학상을 피터 힉스와 함께 수상하였다.